# Мерліно
Мерліно (італ. Merlino) — муніципалітет в Італії, у регіоні Ломбардія, провінція Лоді.
Мерліно розташоване на відстані близько 470 км на північний захід від Рима, 26 км на схід від Мілана, 17 км на північ від Лоді.
Населення — 1796 осіб (2014).
Щорічний фестиваль відбувається першої неділі жовтня. Покровитель — Santi Stefano e Zenone.

## Демографія
Населення за роками:

Станом на 1 січня 2023 року в муніципалітеті офіційно проживало 227 іноземців з 28 країн, серед них 66 громадян країн Євросоюзу та 12 громадян України.

## Сусідні муніципалітети

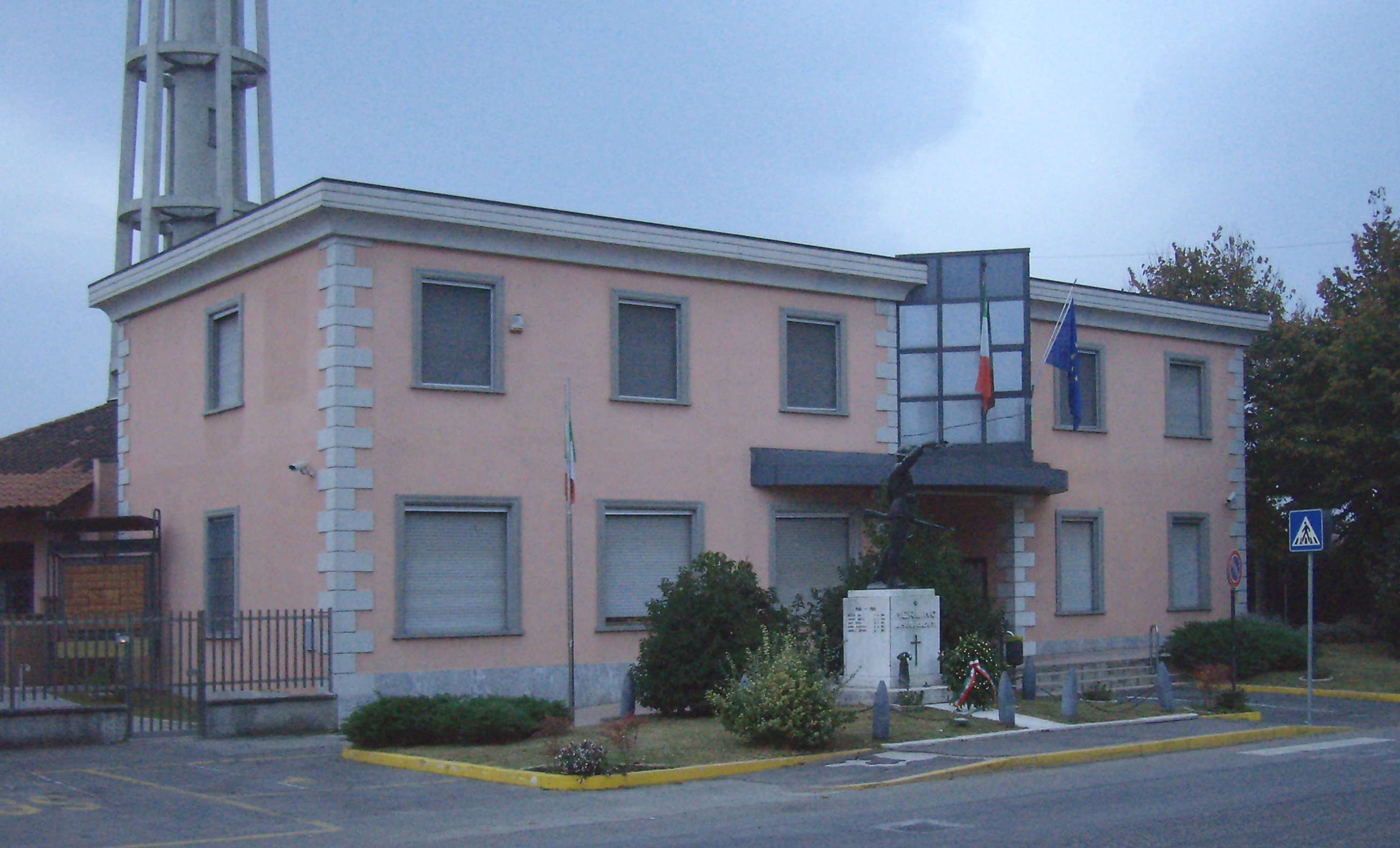
Муніпаліцитет

- Комаццо
- Паулло
- Ривольта-д'Адда
- Сеттала
- Спіно-д'Адда
- Цело-Буон-Персіко